# یاروسلاف کولهاوی
یاروسلاف کولهاوی (چکی: Jaroslav Kulhavý؛ زادهٔ ۸ ژانویهٔ ۱۹۸۵) دوچرخه‌سوار اهل جمهوری چک است.
وی در مسابقات کشوری و بین‌المللی در مجموع برندهٔ ۴ مدال طلا، ۵ مدال نقره، ۲ مدال برنز شده‌است.